# Lycaena lactriana
Lycaena lactriana är en fjärilsart som beskrevs av Gr.-gr. Lycaena lactriana ingår i släktet Lycaena och familjen juvelvingar. Inga underarter finns listade i Catalogue of Life.